# Hrvatski narodni savez Bosne i Hercegovine
Hrvatski narodni savez Bosne i Hercegovine bila je hrvatska bosanskohercegovačka politička stranka nastala spajanjem Hrvatske seljačke stranke BiH i Nove hrvatske inicijative 2007. Od tada, pa sve do 2013. nosila je naziv Hrvatska seljačka stranka – Nova hrvatska inicijativa.

## Pod vodstvom Marka Tadića
HSS BiH i NHI započeli su suradnju još u vrijeme lokalnih izbora 2004. Na tim izborima HSS BiH pokazao je uspon, a NHI znatan pad. Na općim izborima 2006. HSS BiH je u koaliciji Hrvatsko zajedništvo uspio dobiti zastupničko mjesto u Zastupničkom domu Parlamenta FBiH i dva izaslanička mjesta u Domu naroda Parlamenta FBiH.  S druge strane, NHI u koaliciji s HSP-om Đapić-dr. Jurišić nije dobio niti jedno. Tako su mnogo jači HSS BiH i znatno oslabljeni NHI, započeli pregovore oko ujedinjenja, što se dogodilo na ujedinjujućem Saboru u Sarajevu 1. listopada 2007. Nova stranka nazvana je Hrvatska seljačka stranka – Nova hrvatska inicijativa, a za predsjednika ujedinjene stranke izabran je dotadašnji predsjednik HSS-a BiH Marko Tadić.
Nakon ujedinjenja ipak nije došlo do ideološkog približavanja dvaju stranaka. NHI je uglavnom činila liberalna ljevica, a HSS BiH centraši pučke orijentacije. Zbog spajanja ovih dviju stranaka različitih ideologija, stranke su napustili brojni članovi, od pojedinaca do cijelih ogranaka. Koalicija je naročito naštetila HSS-u BiH u Posavini gdje je HSS BiH bio znatno jači od NHI-a. Zbog ujedinjenja morali su se prihvatiti i brojni članovi koje je izbacio HSS BiH. Na idućim lokalnim izborima 2008. u Posavini je HSS-NHI zabilježio osipanje, pad, a potom i utrnuće. Lokalni izbori 2008. pokazali su da neprincipijelno ujedinjenje nije prepoznato među biračkim tijelom kao pozitivno. Predsjednik stranke Tadić napustio je aktivnu politiku i Bosnu i Hercegovinu.

## Pod vodstvom Ljiljane Lovrić
Kraće vrijeme na njegovom položaju bio je Ivan Krndelj, a njega je naslijedila Ljiljana Lovrić, koja je uspjela oživjeti stranku okrećući se političkom pragmatizmu. Lovrić je uspjela udvostručiti broj podružnica stranke, a broj članstva približio se četverocifrenom broju, s jasnom tendencijom rasta. No, stranka je ostala ideološki podijeljena, što je pokazao medijski nastup pojedinaca iz stranke. Predsjednik Glavnog odbora HSS-NHI-a Krešimir Zubak davao je znatno drukčije konotirane izjave od predsjednice Lovrić, što je imalo značaj pred opće izbore 2010. Opće raspoloženje na terenu, kao i neke ankete, pokazivale su da je HSS – NHI treća stranka po snazi unutar hrvatskog korpusa. Osipanje HDZ-a 1990 u to vrijeme također je učvrstilo ovaj položaj HSS – NHI-a.
Izborni uspjeh HSS – NHI-a bio je bitan, ne samo za stranku, već i za hrvatsku i bošnjačku političku scenu. Naklonost HSS – NHI-a mogla je biti presudna u sastavljanju vlade nakon općih izbora 2010. HDZ-u BiH bilo je bitno da se ne obrazuje nova marionetska vlada kojoj će prividno davati legitimnost minorne hrvatske političke stranke, dok je s druge strane SDP BiH očekivao upravo to.
Početkom 2010. politički raskol unutar HSS – NHI-a postao je izražen. Sarajevski mediji započeli su kampanju demoniziranja HDZ-a BiH i svih koji su imali odnose s njima, uključujući i predsjednicu Lovrić. U sklopu te kampanje, minornim hrvatskim političkim strankama dan je veliki medijski prostor. HSS – NHI našao se podijeljen između "prohrvatskog" utjecaja iz Mostara i "probosanskog" iz Sarajeva.
Ta podijeljenost bila je izražena i u Predsjedništvu HSS – NHI-a, uglavnom na liniji između bivših članova HSS-a BiH i bivših članova NHI-a. Početkom godine, HDZ BiH predložio je HSS – NHI-u potpisivanje "Sporazuma o strateškoj suradnji" koji je trebao podrazumijevati suradnju dviju stranaka i da neće praviti koalicije koje nemaju legitimnost Hrvata. Lovrić je predloženi Sporazum dala županijskim odborima i Glavnom odboru stranke na razmatranje. Svi županijski odbori stranke, osim onog iz Županije Zapadnohercegovačke, koji je bio pod vodstvom Marija Karamatića, prihvatili su ovaj Sporazum. Međutim, Glavni odbor vođen Zubakom odbio se izjasniti jer je Zubak procijenio da bi mogao biti prihvaćen. Kako se približio rok za odgovor na ponudu za potpisivanje Sporazuma o strateškoj suradnji, Lovrić ga je na osnovi velikog odobrenja županijskih odbora stranke, odlučila potpisati. Minute poslije, sarajevski mediji objavili su vijest da je Zubak izbavio predsjednicu Lovrić iz stranke. Izbacivanje iz stranke podrazumijevalo je dirigirani unutarstranački proces, fizičko onemogućavanje predsjednice da uđe u prostorije stranke, te višemjesečnu trakavicu oko predavanja listi za izbore 2010.

## Pod vodstvom Drage Džambasa
Nakon izbacivanja Ljiljane Lovrić iz stranke, zamjednik predsjednice stranke Ivo Nedić podnio je ostavku, a za obnašatelja dužnosti predsjednika izabran je Ante Čolak. Dio članstva napustio je HSS-NHI i zajedno s bivšom predsjednicom obnovio HSS BiH. Stranku je napustio i Ante Lozančić koji je osnovao HSS Stjepan Radić. Na čelo HSS-NHI, nakon izbornog debakla 2010. izabran je Drago Džambas, koji nije uspio stranku izvesti iz krize, no stranku na okupu držao je Zubak koji je još bio na čelu Glavnog odbora.
U nekoliko mjeseci rejting stranke pao je na nekadašnju razinu NHI-a prije ujedinjenja s HSS-om BiH. Na općim izborima 2010. stranka je osvojila samo tri zastupnika u županijskim skupštinama. S vremenom su i ta tri zastupnika napustila stranku. HSS-NHI imao je svega nekolicinu općinskih vijećnika i manji broj općinskih organizacija. Nakon loših rezultata na lokalnim izborima 2012. ponovno dolazi do napuštanja članstva, pa je HNS BiH imao svega desetak općinskih vijećnika.
Na Saboru održanom 14. prosinca 2013. HSS-NHI promijenio je naziv u Hrvatski narodni savez Bosne i Hercegovine (HNS BiH). Za predsjednika je izabran Drago Džambas, za zamjenika predsjednika Ivo Nedić, a za dopredsjednike Tomo Tomljenović, Alen Ćošković i Vinko Vukelja. Nakon toga započete su radnje na konsolidaciji i kadrovskom jačanju, ali i s pregovorima o političkoj suradnji s HDZ-om 1990.

## Uspjesi na izborima

### Županijske skupštine u FBiH
| županija                 | broj zastupnika |
| županija                 | 2010.           |
| ------------------------ | --------------- |
| Unsko-sanska             | 0 / 25          |
| Posavska                 | 1 / 21          |
| Tuzlanska                | 0 / 35          |
| Zeničko-dobojska         | 0 / 35          |
| Bosansko-podrinjska      | 0 / 25          |
| Srednjobosanska          | 1 / 30          |
| Hercegovačko-neretvanska | 0 / 28          |
| Zapadnohercegovačka      | 0 / 23          |
| Sarajevska               | 0 / 35          |
| Hercegbosanska           | 1 / 25          |
| ukupno                   | 3 / 282         |